# Kerktoren van Firdgum
De kerktoren van Firdgum is een kerktoren in Firdgum in de Nederlandse provincie Friesland.

## Beschrijving

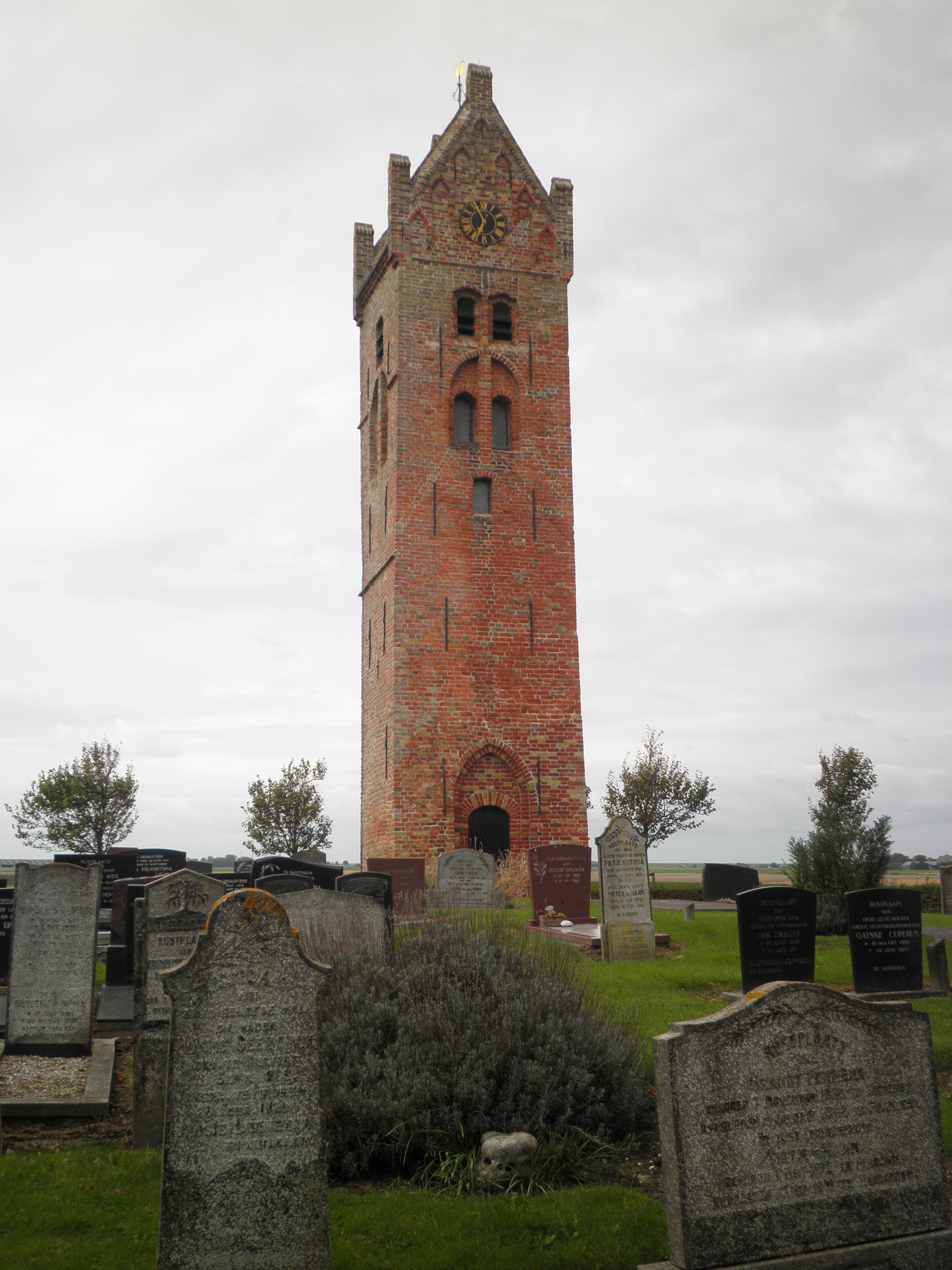
Kerktoren gezien vanaf de begraafplaats

De middeleeuwse kerk (13e eeuw), oorspronkelijk gewijd aan Sint Nicolaas, werd in 1794 gesloopt. De zadeldaktoren van drie geledingen staat op een verhoogd kerkhof. In de kerktoren hangt een klok (1481) van klokkengieter Warnerus. In 1922 werd de toren gerestaureerd naar plannen van G.J. Veenstra. De geveltoppen zijn daarbij voorzien van een klimmend boogfries. In 1986 vond een algehele restauratie plaats. De kerktoren is een rijksmonument.